# Aeroportul Shreveport Downtown
Aeroportul Shreveport Downtown (IATA: DTN, ICAO: KDTN, FAA LID: DTN) este un aeroport din Louisiana, Statele Unite ale Americii ce deservește zona Shreveport. A fost numit după zona deservită.
Situat la o altitudine de 55 m, aeroportul dispune de 2 piste.

## Infrastructură

### Piste
Aeroportul dispune de 2 piste. Pista 14/32 are suprafața de asfalt și dimensiunile 5.018 picioare × 150 picioare. Pista 05/23 are suprafața de asfalt și dimensiunile 3.200 picioare × 75 picioare. 